# Walter Faria
Walter Faria (Pedranópolis, 18 de abril de 1955) é um empresário brasileiro, dono do Grupo Petrópolis, segunda empresa de cerveja mais valiosa do Brasil.
Listado em 2016 entre os 70 maiores bilionários do Brasil pela revista Forbes. De acordo com a revista Forbes, Faria teria um patrimônio estimado de 3,8 bilhões de reais em janeiro de 2015.

## Biografia
Nascido em 1955, no município de Pedranópolis, interior do estado de São Paulo. Em 1962, sua família transferiu-se para a cidade vizinha de Fernandópolis. Seu pai trabalhava na venda ovos e leitões.
Em 1984, Walter adquire uma indústria algodoeira. Na década de 1990 mudou de ramo ao trocar a industria de algodão por uma distribuidora da cervejaria Schincariol. Sua firma tornou-se a maior revendedora de Schincariol no Brasil.
Em 1998 compra a Cervejaria Petrópolis e a transforma na segunda maior cervejeira do país. O rápido crescimento da empresa chamou a atenção do setor cervejeiro e da Receita Federal do Brasil.
Em 2011, Walter Faria rompe relações com seus sobrinhos Cléber da Silva Faria e seu irmão Vanuê Faria, com isto estes adquirem de Francisco de Orleans e Bragança, tetraneto de D. Pedro II - integrante da família imperial brasileira - a Cervejaria Cidade Imperial em 2015, tornando-se assim concorrentes do Grupo Petrópolis, de Walter. Cléber Faria chegou a ser diretor comercial e sócio do Grupo Petrópolis, mas deixou a companhia em 2011, após romper relações com o tio; de acordo com fontes familiarizadas com o assunto, Walter Faria e Cléber Faria se desentenderam após o dono do Grupo Petrópolis reclamar de patrocínios autorizados por Cléber Faria a campeonatos e equipes de automobilismo. Cléber competia no campeonato nacional de Gran Turismo (GT). O Grupo Petrópolis patrocinou, entre 2009 e 2011, a organização do GT3 Brasil. À época, o Grupo Petrópolis informou que optou por promover ações de marketing na Fórmula 1, com a equipe Ferrari, porque dava mais visibilidade à TNT Energy Drink. Walter Faria demitiu Cléber e seu irmão Vanuê Faria e também excluiu os sobrinhos da sociedade no Grupo Petrópolis. O advogado de Cléber Faria disse que ele não mais mantém relações com o seu tio Walter Faria.

## Vida pessoal
Ele é casado e tem uma filha.

## Sociedade com políticos e sonegação de impostos
De acordo com a revista Época, Walter Faria tem sociedade com líder do MDB, Leonardo Picciani em pedreira avaliada em R$ 70 milhões.
Em 2005 foi preso por dez dias no âmbito da Operação Cevada, mas que não foi denunciado naquele inquérito; a operação investigou indícios de sonegação de mais de 1 bilhão de reais na Schin e na Petrópolis. Três anos depois, em 2008 foi denunciado na Operação Avalanche sob acusação de tentar corromper fiscais da Secretaria da Fazenda paulista, ao lado de outras dez pessoas, entre elas o mensaleiro Marcos Valério. Em janeiro de 2018 o bilionário brasileiro perdeu – em segunda instância – um processo equivalente à 1 bilhão de reais, valor referente a ações cometidas irregularmente para conseguir isenção fiscal.
Em julho de 2019, Walter foi alvo de mandado de prisão pela 62.ª fase da Operação Lava Jato, chamada Rock City, por lavagem de dinheiro desviado pela Odebrecht (atual Novonor), considerado foragido foi incluído na lista da Interpol, os agentes foram à sua residência do condomínio Portal dos Pássaros, na cidade de Boituva, interior de São Paulo, na manhã do dia 31 de julho, mas ele não estava mais. O Grupo Petrópolis, conforme as investigações, teria auxiliado a Odebrecht a pagar propina por meio da troca de reais no Brasil por dólares em contas no exterior. Segundo o Ministério Público Federal (MPF), as irregularidades são investigadas desde 2016, quando uma planilha com nomes de políticos e referência à cerveja Itaipava foi achada na casa de Benedicto Junior, o executivo da construtora Odebrecht. Segundo o Ministério Público Federal (MPF), Walter Faria teria usado uma conta na Suíça para intermediar o repasse de mais de US$ 3 milhões de propina relacionadas aos contratos dos navios-sonda Petrobras 10 000 e Vitória 10 000. Ou seja, ele teria atuado na lavagem de milhões de reais em contas fora do Brasil, como um “grande operador de propina”. O Grupo Petrópolis teria lavado, de acordo com as autoridades, cerca de R$ 329 milhões entre 2006 e 2014. Após 5 dias foragido, o controlador do Grupo Petrópolis se entregou à Polícia Federal, em Curitiba.